# Piatra misterioasă a lacului Winnipesaukee

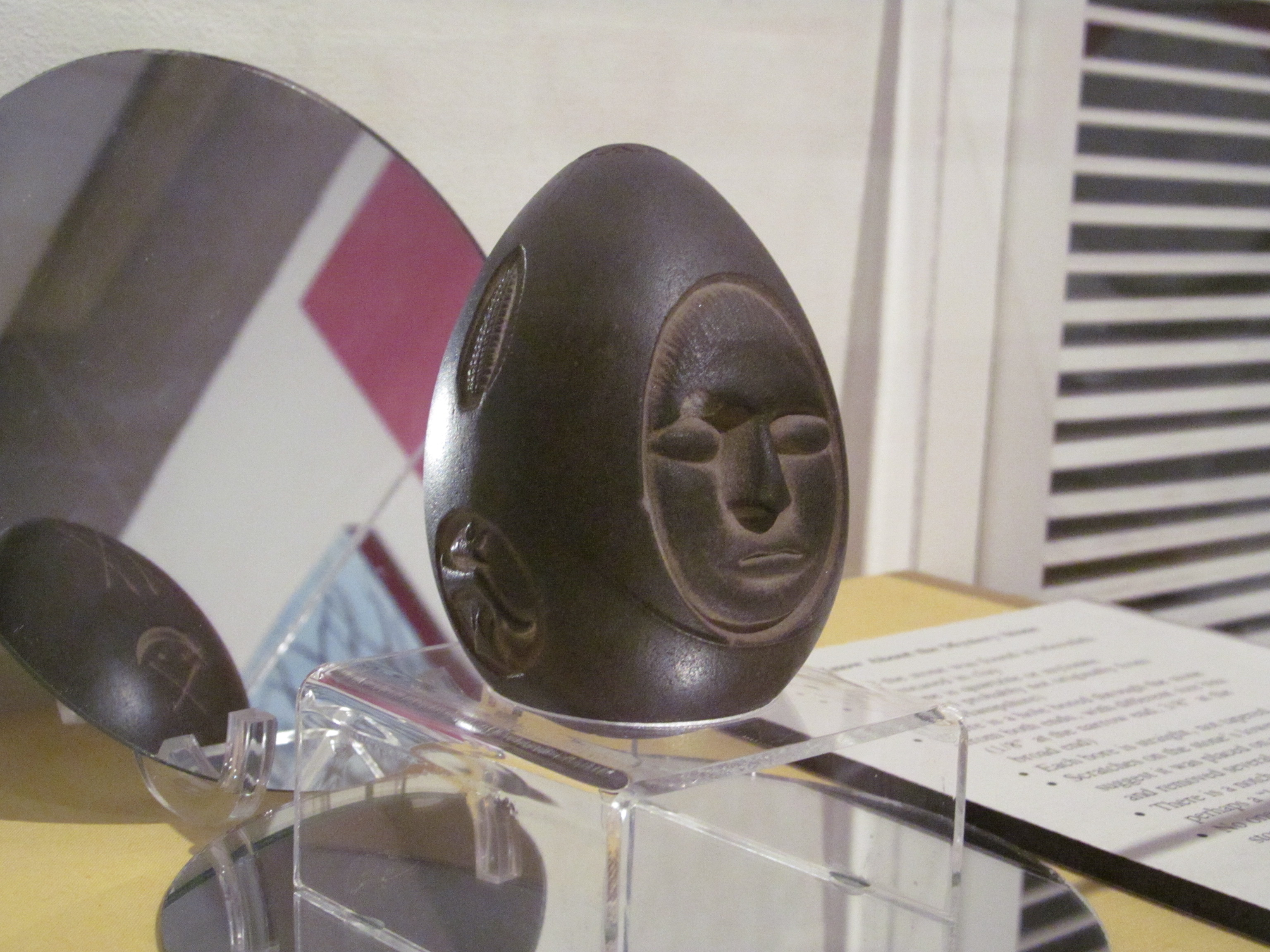
Piatra misterioasă a lacului Winnipesaukee aflată la Societatea istorică din New Hampshire

Piatra misterioasă a lacului Winnipesaukee este un presupus artefact imposibil (OOPArt) găsit într-un oraș de lângă Lacul Winnipesaukee din New Hampshire. Vârsta, scopul și originea sa sunt necunoscute.
Piatra are aproximativ 100 mm lungime și 64 mm grosime, este întunecată și sub formă de ou, cu o varietate de simboluri sculptate. Sculpturile de pe o parte a pietrei arată un spic de porumb și alte câteva figuri. Cealaltă parte este mai abstractă, cu săgeți inversate, o formă de lună, câteva puncte și o spirală.
O gaură trece prin piatră de sus în jos.

## Istorie
Piatra a fost găsită în 1872 în Meredith, New Hampshire⁠(d), de către muncitorii care săpau o groapă pentru stâlpul unui gard. Seneca Ladd, un om de afaceri din Meredith care a angajat muncitorii, a fost cel creditat pentru această descoperire. În 1892, la moartea lui Ladd, piatra a ajuns la Frances Ladd Coe din Centre Harbour, una dintre fiicele sale. În 1927, ea a donat piatra Societății Istorice din New Hampshire.
Piatra este în prezent expusă la Muzeul de Istorie din New Hampshire.

## Analiză și interpretare
O sursă contemporană a sugerat că piatra „comemora un tratat între două triburi”. Un alt scriitor a sugerat mai târziu că este o piatră a tunetului.
În 1994, a fost efectuată o analiză boroscopică a găurilor din piatră. Arheologul Richard Boisvert a sugerat mai târziu că găurile păreau a fi fost găurite de unelte electrice din secolul al XIX-lea sau al XX-lea.
Zgârieturile din orificiul inferior sugerează că a fost plasată pe un arbore metalic pe care a fost prelucrată de mai multe ori.
Analiza a concluzionat că piatra este un tip de cuarțit.